# Şadırvan
Şadırvan, auch Schadirwan (bosnisch Šadrvan; albanisch Shadërvan), ist ein Reinigungsbrunnen im Innenhof großer Moscheen, dessen pavillonartige Form sich im Osmanischen Reich entwickelte.
Üblicherweise werden Şadırvans zentral in Moscheehöfen oder vor dem Haupteingang und der häufig angegliederten Arkadenvorhalle (son cemaat yeri) an der Nordseite der Moschee gebaut. Sie dienen der rituellen Reinigung (wuduʾ) vor dem Gebet, als Trinkwasserbrunnen und gestalten den Hof. Şadırvans besitzen meistens ein sechs- oder achteckiges Dach und mehrere Wasserhähne. Die Brunnen sind fundamentaler Bestandteil der sakralen osmanischen Architektur und meistens aufwendig dekoriert. Zu unterscheiden sind sie von einem sabil (türkisch sebil), einem Brunnen an der Außenwand des Moscheekomplexes, und vom çeşme, einem Brunnenpavillon, der in großen osmanischen Städten auf öffentlichen Plätzen aufgestellt wurde.
Im Griechischen bezeichnet sidrivani (σιντριβάνι) abgeleitet allgemein einen Springbrunnen.

## Bildergalerie

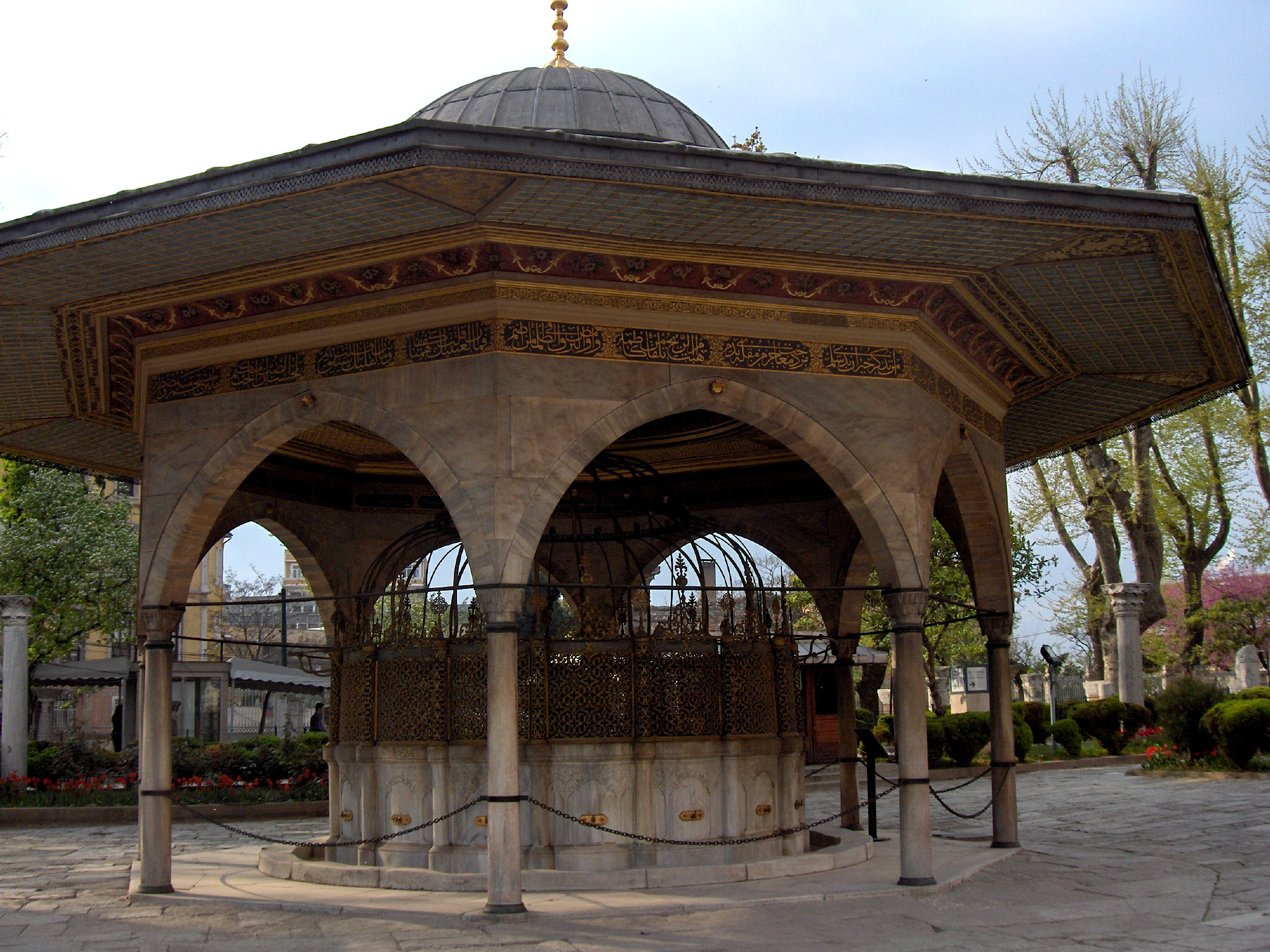
Der Şadırvan der Hagia Sophia im Stil des türkischen Rokoko wurde 1740 errichtet.
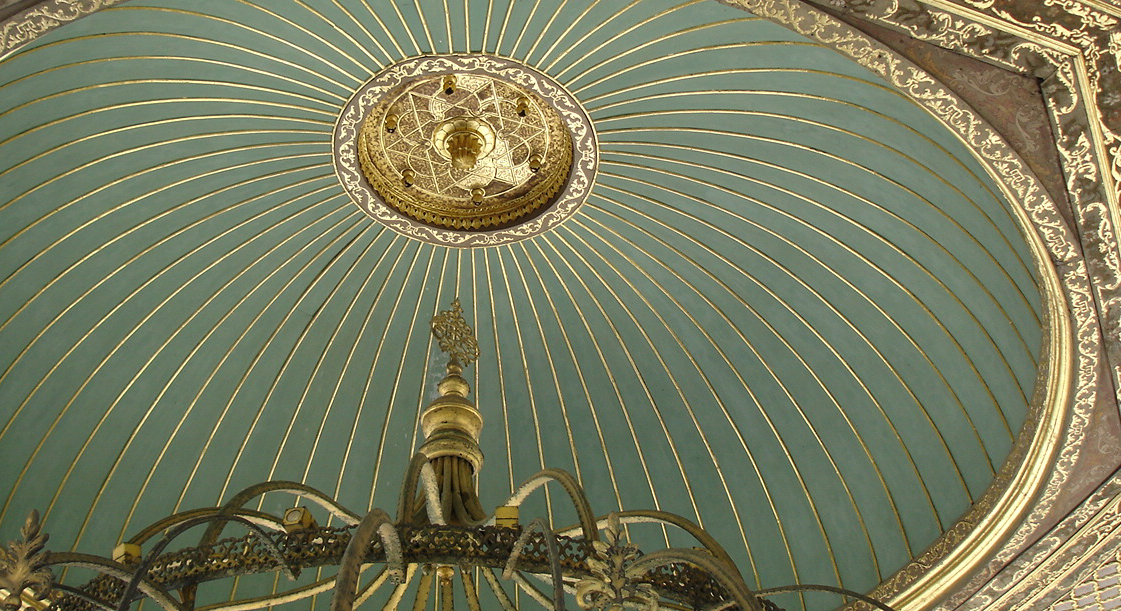
Die Kuppel des Şadırvan der Hagia Sophia
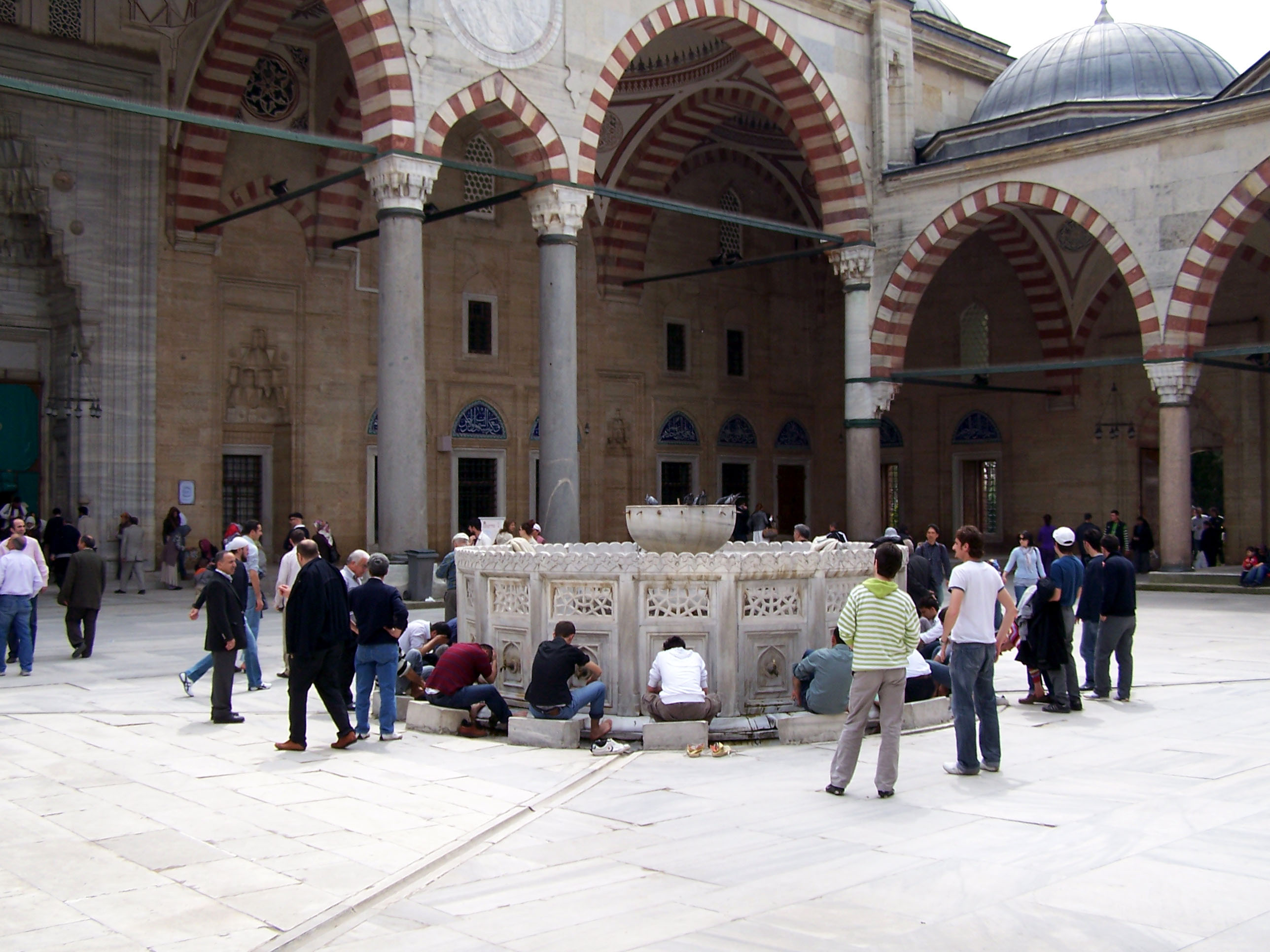
Beispiel für einen unbedachten Şadırvan: Selimiye-Moschee
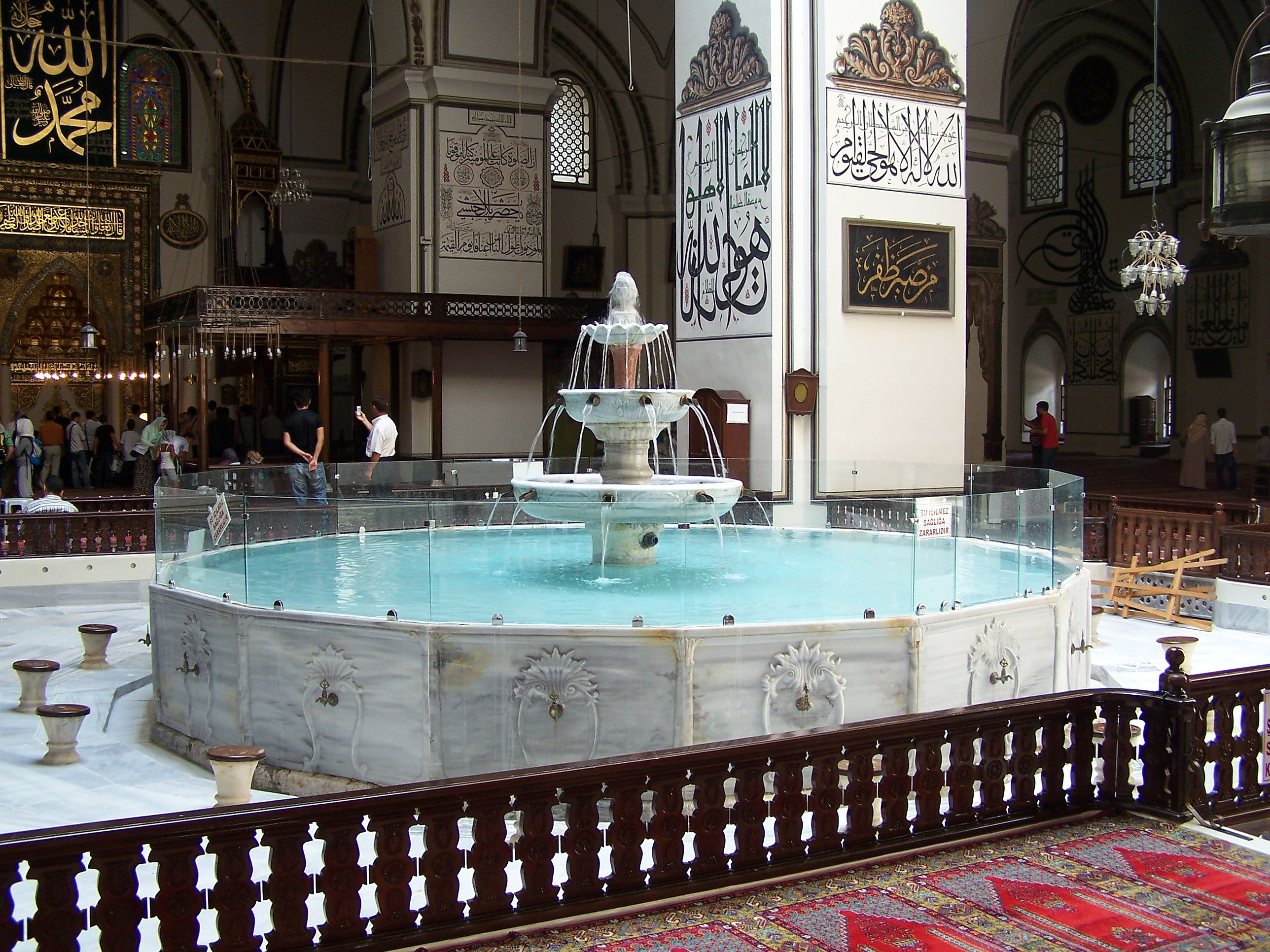
Der Şadırvan der Ulu Cami in Bursa befindet sich im Gebäude.
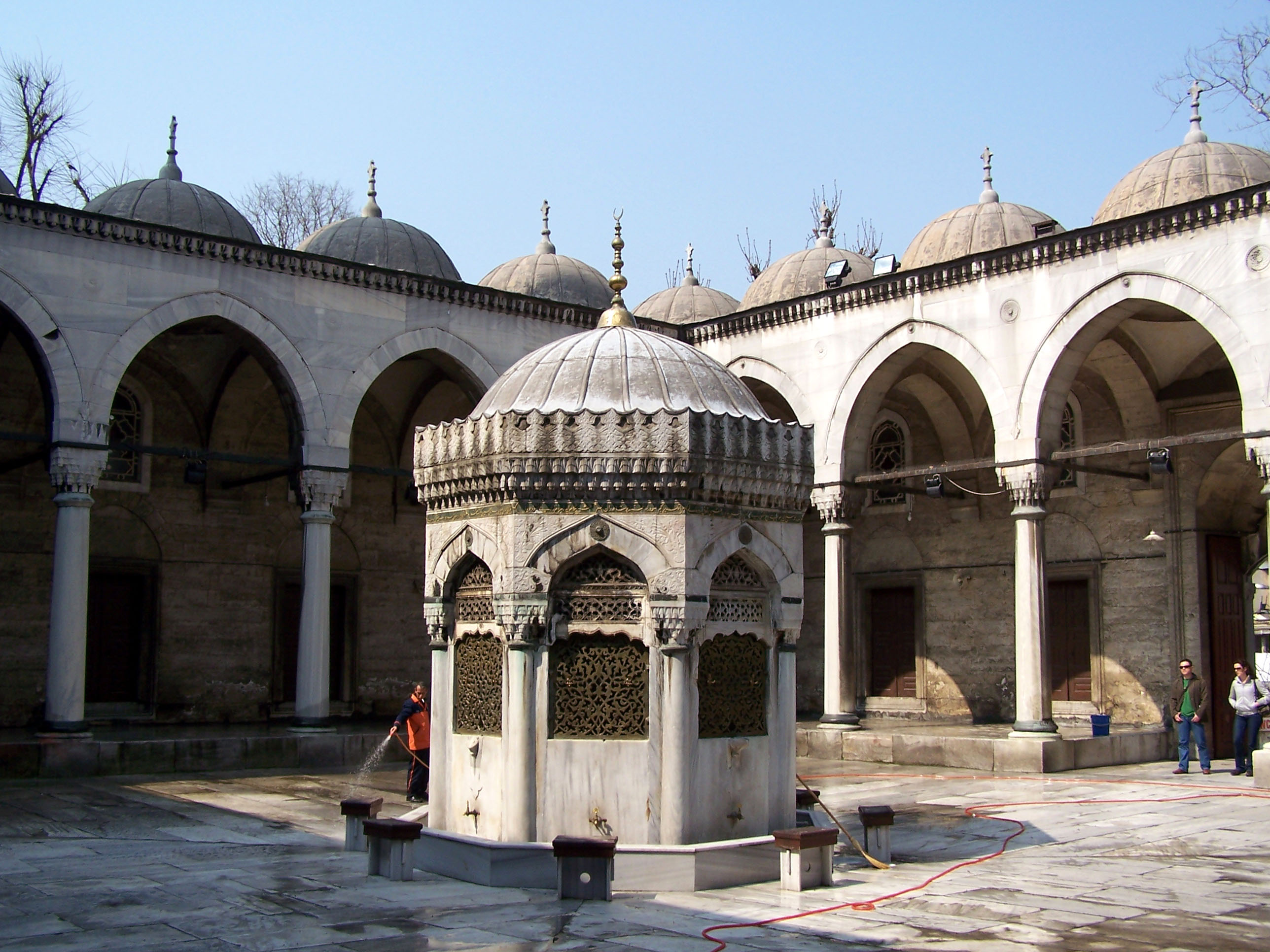
Şadırvan in Istanbul
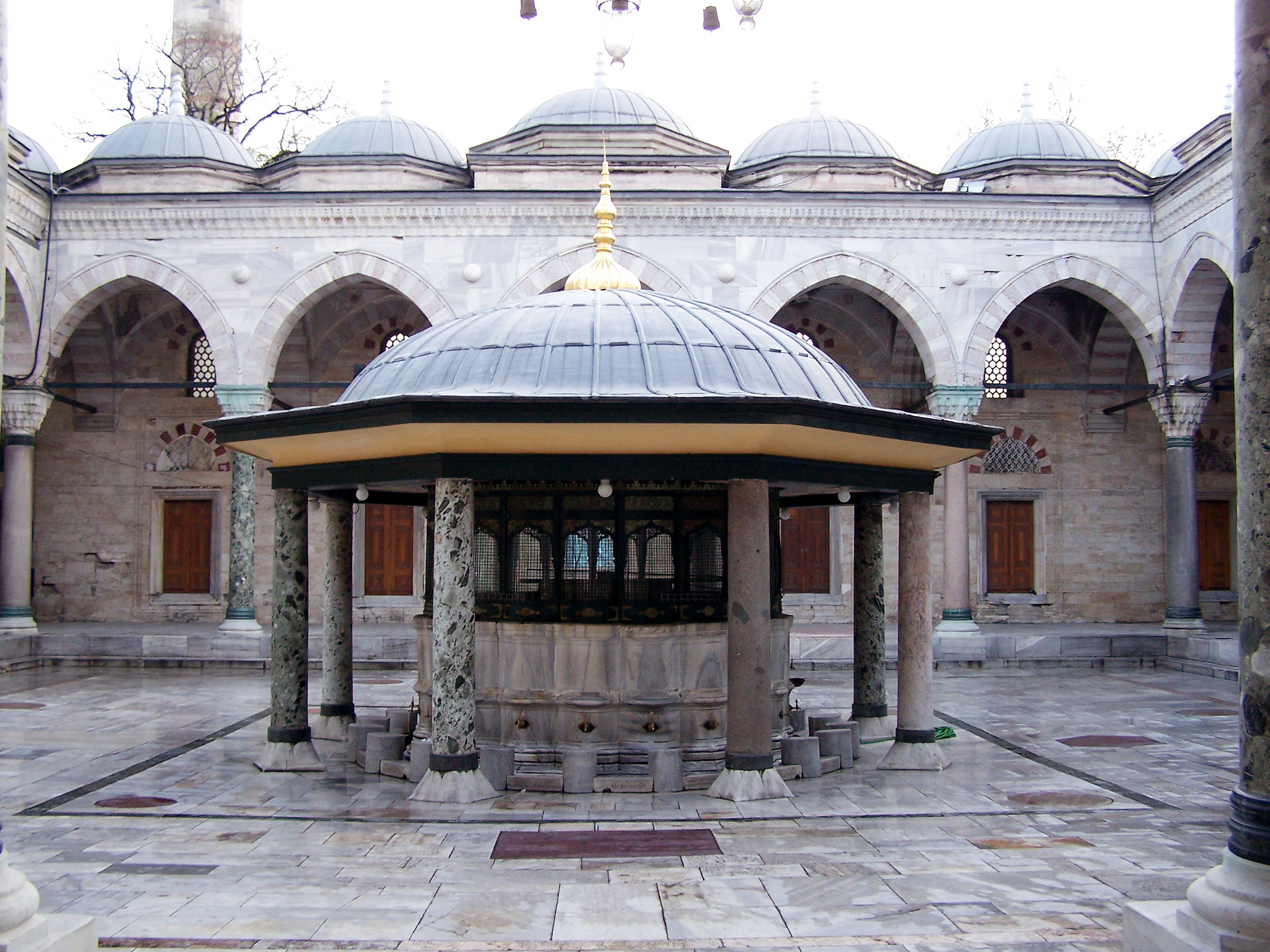
Şadırvan der Beyazıt-Moschee, die zentrale Lage ist gut zu erkennen
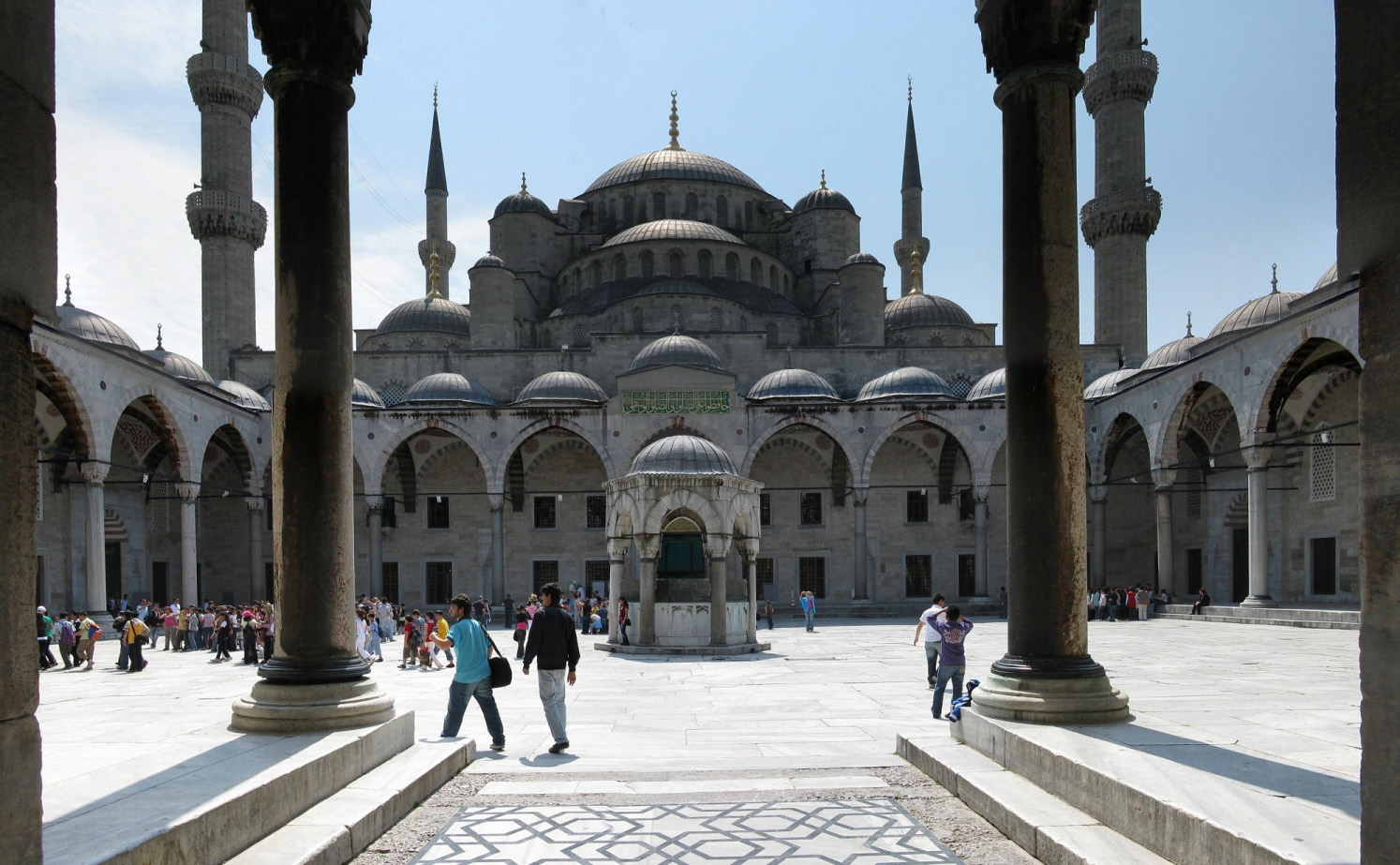
Şadırvan der Sultan-Ahmet-Moschee
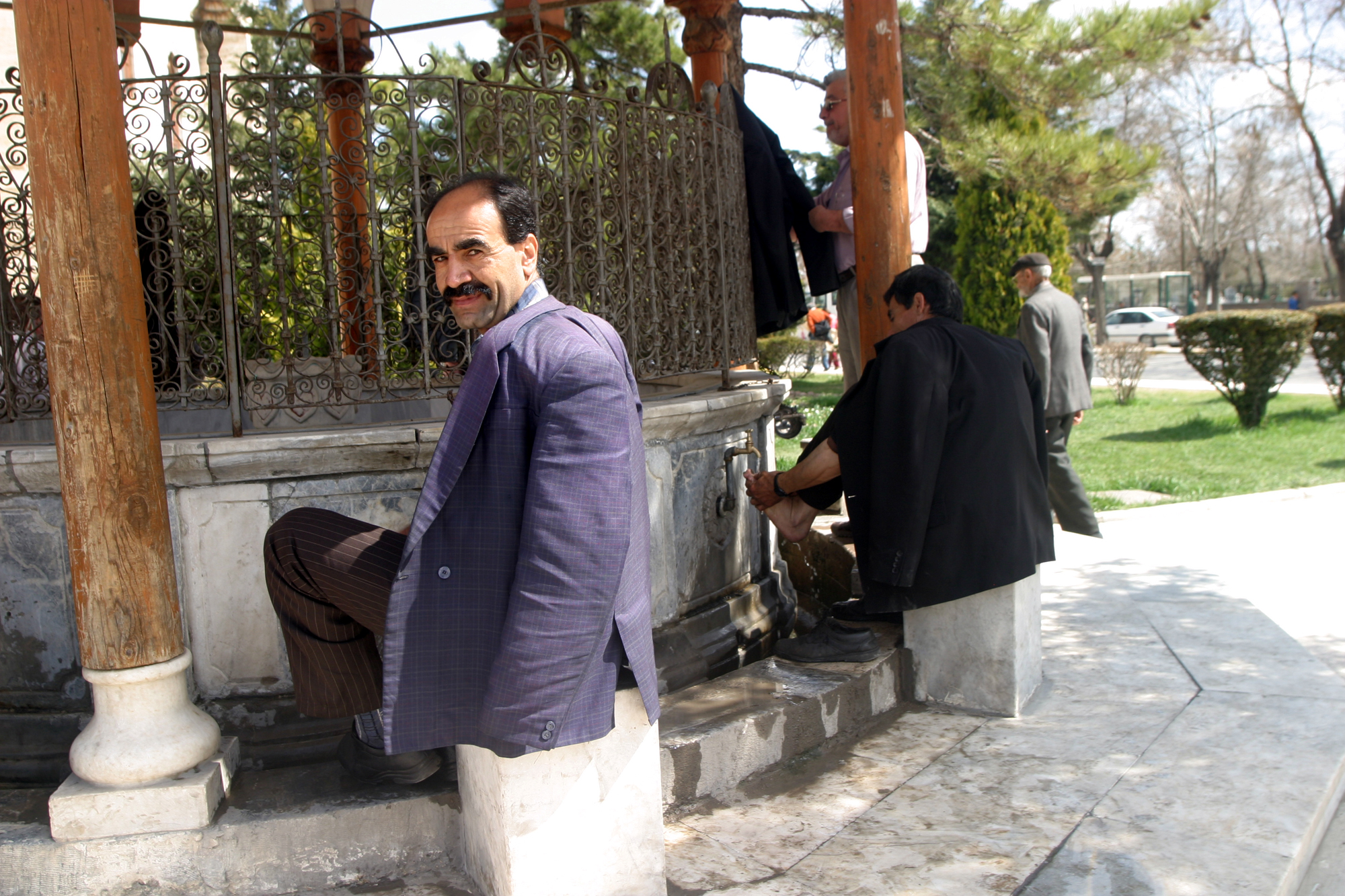
Gläubige beim Wudu'